# 沈阳站
沈阳站原名谋克敦站、奉天驿，位于中华人民共和国辽宁省沈阳市和平区胜利南街，为中国铁路沈阳局集团管辖的特等站。沈阳站曾经是南满铁路上重要的枢纽，现在有沈大铁路、沈山铁路和哈大高速铁路、京沈客运专线交汇于此。沈阳站东站房于1910年10月1日开始启用，由日本建筑设计师辰野金吾的学生太田毅和吉田宗太郎设计。目前沈阳站东站房为辽宁省文物保护单位。沈阳站自2010年起开始进行了扩建工程，建成现代化的西站房和西广场并改进了东站房东广场等。沈阳站西站房已于2012年7月30日，与哈大高速铁路同步投入使用。

## 历史沿革

### 奉天站
1891年，沙俄入侵中国东北并开始修筑西伯利亚铁路。为了夺取中国东北地区，沙俄政府提出了把西伯利亚铁路延伸到中国东北境内的要求。1896年，沙俄政府与李鸿章签订了《中俄密约》，清政府允许俄国修筑从赤塔经过东北连接沙俄乌苏里铁路的东清铁路，并于1899年修到了沈阳。在今天沈阳站北1.2公里的位置修建了一座俄式青砖平房作为站舍成为奉天站，站内共计5股线路，站前是一片荒野，十分简陋。

### 奉天驿
1904年，日俄战争爆发，奉天站被日本占领并改名为奉天驿。1907年，拥有30万人口的沈阳市的年旅客乘降人数却已高达50万人。由于客流量增加，奉天驿的砖房外陆续搭起了4个临时木板房，但并不能满足当时沈阳的客流量。因此，日本为了经营中国东北夺得的路权而成立的铁路运输企业，南满洲铁道株式会社，开始以安奉铁路与南满本线接轨为名兴建新站。建成后的沈阳站是当时满铁五大车站之中最大的一座。 
1910年10月1日，举行了车站搬迁仪式，就此沈阳站的位置固定下来。当时的奉天驿建成后，日本人加速“新市街”建设，以奉天驿为中心，向东开辟多条街路，呈放射状，道路命名南北为“町”、东西为“通”。在抗日战争时期，奉天驿始终被日本作为一个重要的铁路交通枢纽来经营。从辽宁各地夺取的战略物资纷纷经此转运到大连，再装船运往日本。奉天驿建成后，先后经历了1926年和1934年两次扩建，陆续建成四个候车室，建筑面积为6555平方米，是当时辽宁省最为重要的客运中转车站。
1938年奉天车站南咽喉建成经过经揽军屯站、于洪站后接入裕国站的奉山铁路奉天南回归线，实现奉山铁路和南满铁路（连京线）互联互通。南回归线通车后原经由皇姑屯站的奉山旧线更名为奉山北道:287。
1944年12月至1945年1月，对日作战的美军将奉天驿的五座货物仓库彻底炸毁。

### 沈阳站

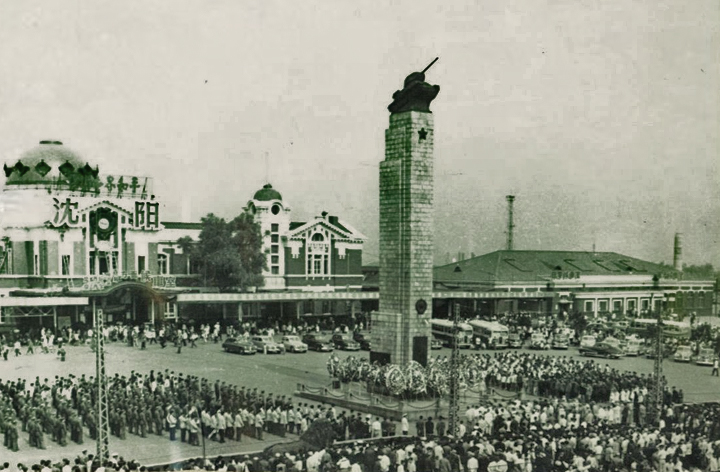
1950年的沈阳站，可见苏联后贝加尔坦克军将士纪念碑

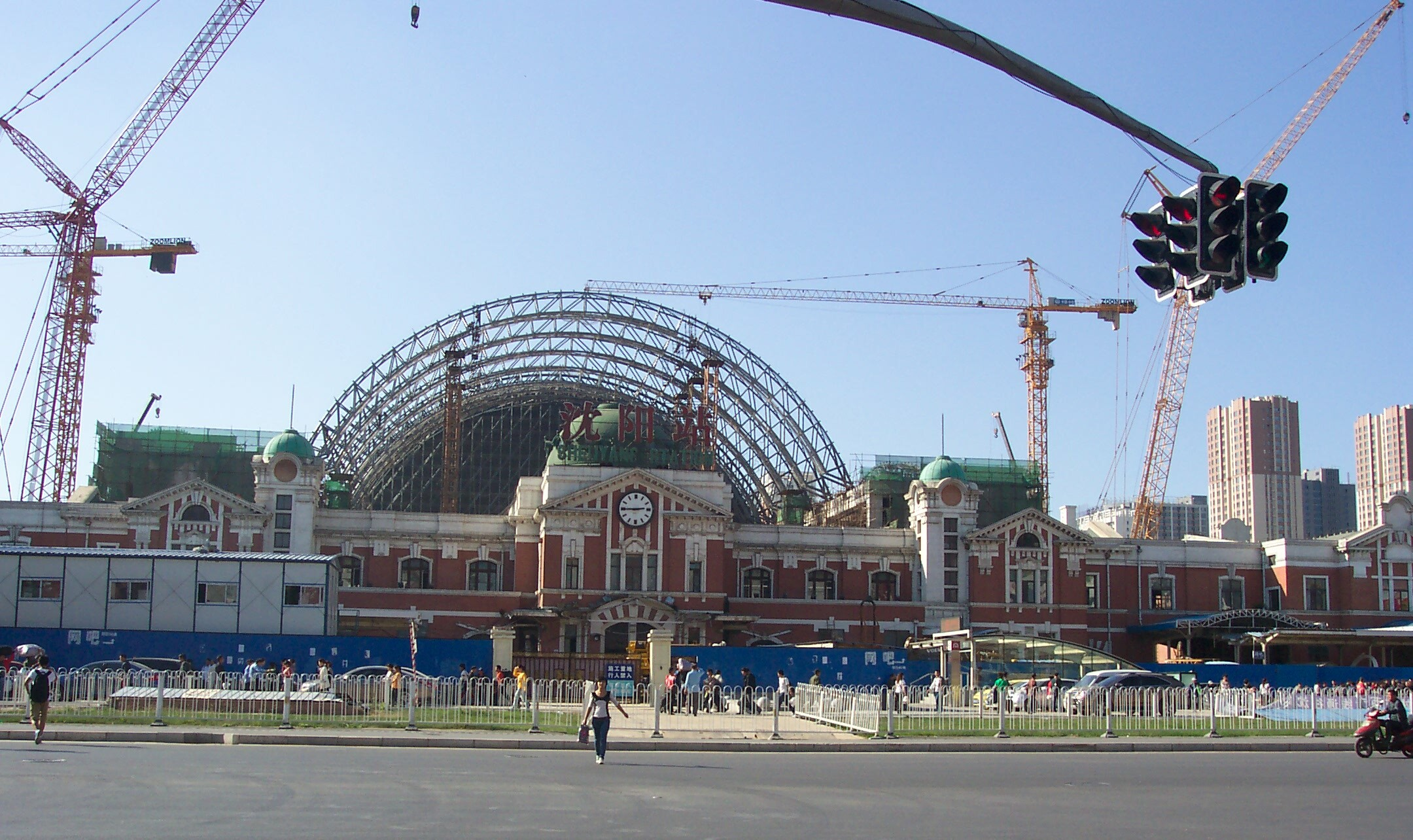
改造中的沈阳站（2012年）

1945年后，奉天驿被更名为沈阳南站。沈阳解放后，中苏共管的中长铁路成立，并由李连奎任第一任站长。1950年5月1日，沈阳南站正式改名为沈阳站并且成了一座特等站:37。朝鲜战争爆发后，沈阳站成为向前线运输物资的集散地。为改善旅客候车条件，满足旅行需求，沈阳站进行了多次改扩建，但样式、比例、色彩等方面仍然延续原有建筑的风格。
1967年1月23日15点38分，长春开往营口的308次列车机车于沈阳站内和北京开往长春的59次列车相撞，使客车1辆颠覆，3辆脱轨，死亡29人、重伤17人、轻伤81人，机车中破1辆，客车报废1辆、大破3辆，中断行车上行11小时22分，下行9小时15分:570。
1982年5月30日沈阳站旅客售票处建成投入使用，总面积3262平方米，设有40个售票窗口:64。
沈阳北新客站启用后，沈阳站以办理管内短途及普通列车为主，货运货场、专用线货运业务及本地车流解编作业。此时车站站场为客货纵列式布置，设旅客列车到发线10条、5座客运站台，并配有机务段和客车整备所；编组场分为上行场和下行场，设有一座驼峰；东、南、西、北4座货场分别办理零担（小）集装箱、整车行包、（大）集装箱及行包业务。
2002年11月1日投入使用的沈阳站高架候车室，建筑面积为9375平方米，横跨5个站台，全长108.75米。该候车室共分四个候车室，第一候车室为软席候车室，其余为普通型候车室。高架候车室建成之后，可使上下车旅客得以分流，并且旅客上车时可不必再走地下通道，直接由候车室直达所乘列车的站台。2003年6月20日，工作人员曾于沈阳站西货场发现迫击炮炮弹116枚及2枝两轮重机枪枪管。
2007年开工的哈大客运专线计划对沈阳站进行改造。2010年沈阳站改造工程正式开工，计划在铁西区新建西站房、重建高架候车室，修建高速场、将普速场西移，线路增加至19条，并外迁货场：集装箱和整车货场搬迁至沈阳东站，散装货场搬迁至辉山站。2011年4月16日，普速线路拨接入新建普速场。2012年7月30日，沈阳站西站房正式投入使用。2014年货场搬迁工程完工。
京沈客运专线计划引入沈阳高速场。2018年11月27日线路经施工后引入沈阳枢纽，同时皇姑屯站撤销。

## 车站结构

### 东站房及东广场
沈阳站东站房进站口设在沈阳站大钟下方，进站大厅大门设置在中央岗楼处。站房红色的砖墙上宽大的檐头及门窗洞口均设有复杂精致的白色装饰线角。站房外立面呈三段式构造，绿色的铁皮坡屋顶的中央和两翼各设一座绿色弯顶，中央大弯顶上设21个雕花圆窗，弯顶四周为带有瓶形浮雕栏杆的女儿墙和挑檐。 东站房原设有南北两处售票大厅，2013年的改造工程仅保留并改扩建北侧的售票厅。高架候车大厅与东广场老站房之间，已由长度超过10米的空中连廊相连，旅客可从东站房入口进入车站，然后通过自动扶梯上到二层，经空中连廊直接进入高架候车大厅。东站房建筑艺术风格为独特的辰野金吾式，其站舍为两层高红砖建筑，红色楼体，灰绿色穹顶。该方案首先由日本人太田毅设计，后由吉田宗太郎完成。车站一楼作候车室用，二楼起初曾被大和旅馆使用，设置20多间客房。东站房共设置27台自动售票机、19个人工售票窗口，且最南端的窗口设成矮柜台的残障人士购票专口。建筑中央和两翼角楼上各设大小不一的三个绿色铁皮穹顶，其上开设圆形天窗。红砖墙壁与白色线脚相辉映。因为两个设计师太田毅和吉田宗太郎均为辰野金吾的学生，沈阳站呈典型的辰野式建筑风格，与日本东京站和台湾总统府厅舍极为类似。
沈阳站东广场面积约为25000平方米，由一条7米宽的‘n’型环绕通道，南、北两处机动车停车场和中央广场三部分组成。沥青路面14000平方米，广场花岗岩铺装5000平方米，绿化带2000平方米，新建排水管道600米，新建排水边沟180米。广场南、北两侧的两个大型的停车场，能够同时容纳133辆机动车停放。在广场的东南侧和东北侧各设置一处进出停车场的站厅，一杆一车进出广场停车场。东广场与西广场之间建设有31米宽的市政地下出站通道，该通道既是火车站出站的通道，又可往来于东西广场之间。

### 西站房及西广场
沈阳站西站房整体外观为棕红色，顶棚为深灰色，建筑面积约为5万平方米，整体结构分为四层，分别为商业层、候车层、站台层和出站层。西站房整体结构四层分为地上三层、地下一层。西站房设有16台自动售票机、32个人工售票窗口；其中一楼售票厅共20个人工窗口、二楼售票厅共12个人工窗口。旅客步行进站可以通过一层进口直接进入一楼大厅。一楼大厅的左右两侧分别摆着两台安检机，一般乘客由此过安检。安检后的旅客可通过设置的4部滚梯或楼梯上到二层高架候车大厅等车。机动车可通过西站房东西向的廊桥将车直接开上二层区域，乘客可直接步入高架候车大厅。
沈阳站西广场总占地6万平方米，并配有4万平方米的地下两层的停车场及配套商业。广场中心为一以水塔为中心的小型广场。该水塔为沈阳市不可移动文物，于1950年2月15日开始设计，同年12月28日竣工。水塔直径10.6米，上部蓄水部分高9.5米，容积1200立方米，下部高30米。水塔周围设立了11个商亭。广场有一个送客道桥从沈阳站西站房二层穿过，送客车辆可从南侧上桥口上桥，行至西站房候车大厅二层后旅客下车，直接过安检进入候车大厅，送客车辆则沿道桥北侧匝道下桥，出租车可以从下桥口旁的入口直入地下出租车停车场等候出站旅客。

### 高架候车厅
2012年7月30日投入使用的西站房高架候车大厅面积为1.6万平方米，拥有一个标高9米的圆拱形穹顶，与东站房打通连接，最大聚集人数为1.2万人。高架候车大厅两侧各有相对应的地面站台检票口，每个检票口都有编号对应着地面的站台号。乘客需要到高架候车室内集中候车，听广播后到相应检票口检票下行到站台乘车。候车大厅三层为商业区，设有超市、书吧、报刊亭、食品店等。超市和书报区旁配有银蓝色的手机加油站。在高架候车室到站台层再到地下出站通道之间，每个站台都有一个相对应的无障碍直行电梯，残障人士可以方便地进站乘车和下车出站。候车大厅的正中央设有一个"美丽服务台"。该服务台是以沈阳站原辽宁省模范、客运值班员孟美丽的名字命名，主要负责重点旅客服务、解答旅客问询、接待投诉等。
- 高架候车室内部
- 旅客服务台
- 进站闸机
- 沈阳站出站大厅

### 站线布置
沈阳站建有10座候车站台，共有19条客货运股道。沈阳站19个股道中，1至10股道为高速场，专门停靠高铁和动车组列车，有哈大客运专线直穿，京沈客运专线于西北方向引入北咽喉；11至19股道（含正线）为普速场，有沈大铁路经过，沈山铁路正线自南咽喉引入，沈山铁路支线沈于线（原沈皇联络线、沈山乙线）自北咽喉引入，停靠普速列车。
| 股道编号 | 路线                                                 | 行驶方向                                         |
| -------- | ---------------------------------------------------- | ------------------------------------------------ |
| 1～10    | 哈大客运专线                                         | 哈尔滨西・长春西・大连北・大连方向               |
| 11～19   | 沈大铁路・沈吉铁路・沈丹铁路・沈山铁路・沈抚城际铁路 | 哈尔滨・大连・吉林・丹东・平壤・抚顺北・北京方向 |

| ↖ 大成 (西北) ↑ 沈阳北普速场 (北)0 ↖ 丁香湖线路所 (西北) ↑ 沈阳北高速场 (北)0 |
| \| 17 16 \| 15 14 \| 13 12\| 11 10\| 9 8 \| 7 6\| 5 4\| 3 2 \| 1              |
| ↙ 揽军屯 (西南) ↓ 浑河 (南)0 ↓ 沈阳南 (南)0                                   |

## 使用情况

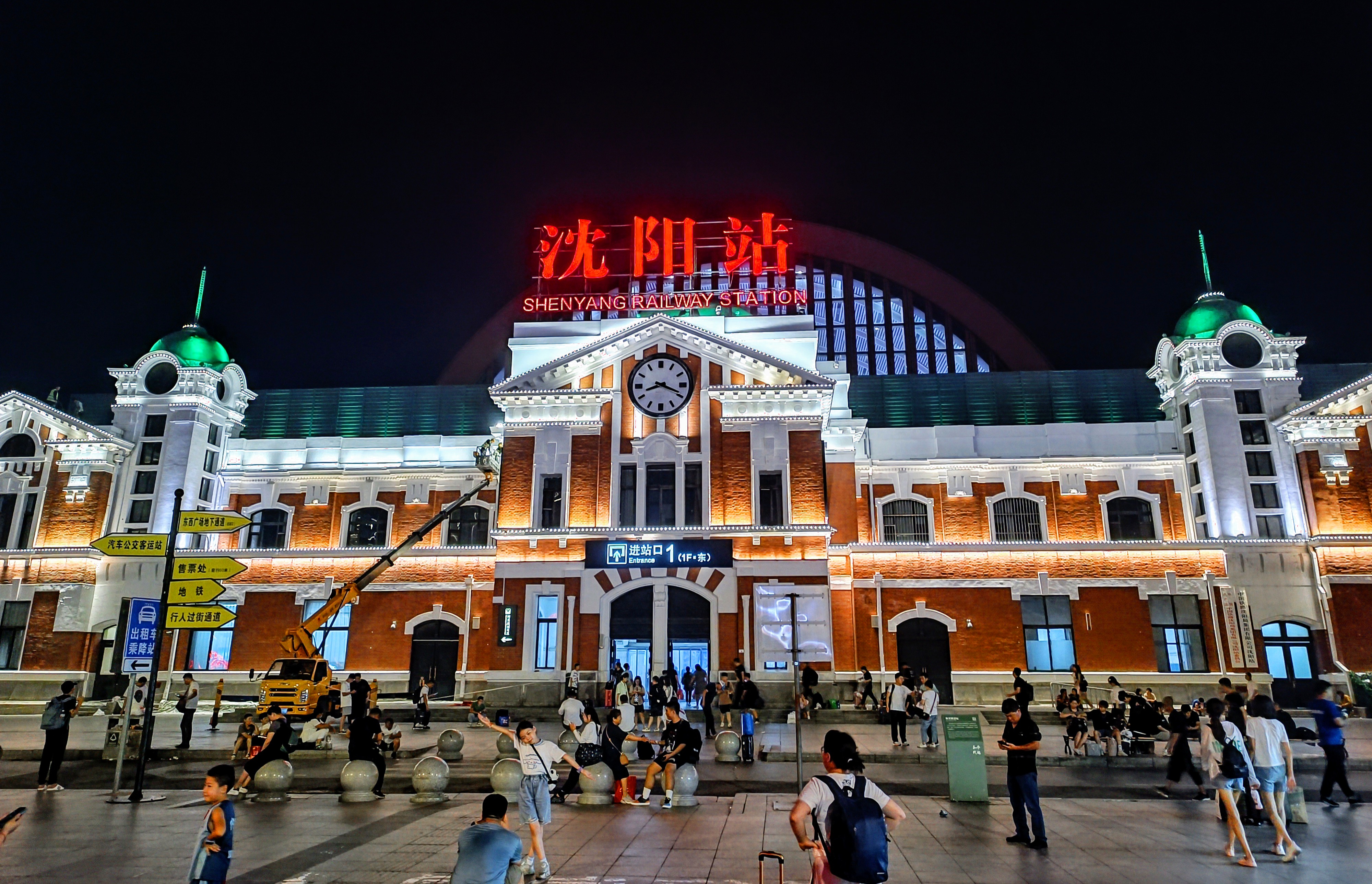
沈阳站夜景

沈阳站是沈大铁路的车站。日均办理旅客列车190列，日均到发旅客10万余人。

## 接驳交通

### 长途巴士
沈阳爱思开汽车客运站（SK汽车客运站）位于沈阳站东广场东南侧，胜利大街、南二马路、南三马路、昆明南街街区内，由韩国SK集团投资建设。汽车站主要有发往辽宁省内及吉林省部分城市，也有发往沈阳桃仙国际机场的大巴。

## 苏军将士纪念碑

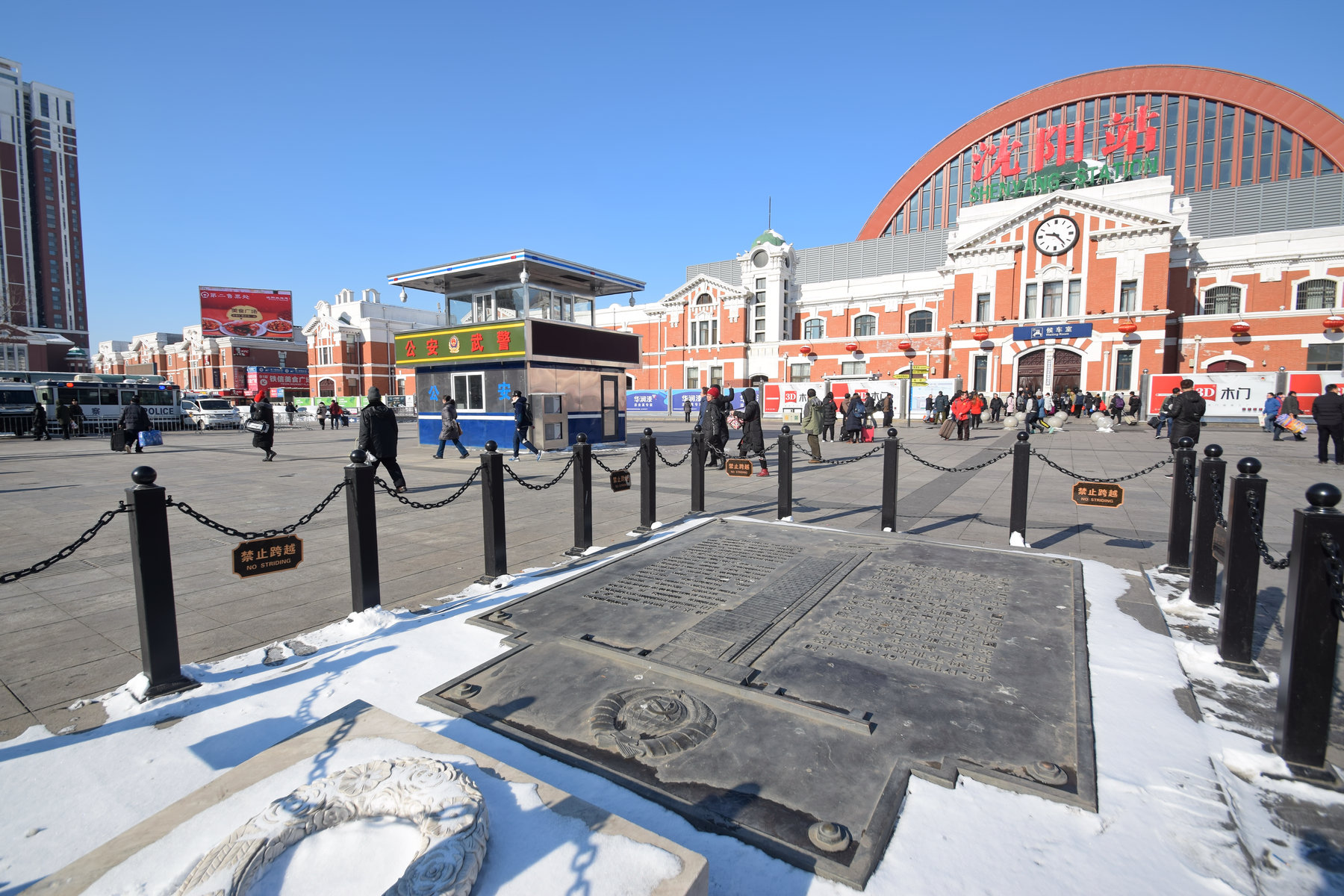
位於沈阳站東廣場的苏军将士纪念碑

苏联后贝加尔坦克军将士纪念碑是原沈阳站站前广场的标志性建筑。该纪念碑由苏联国防部设计投资，以成吨的古钱币为原料，于1945年10月落成。1988 年，沈阳站日客流量最高达19万人，而在车站并没有扩建，候车室没有扩大的情况下，站前广场包括坦克纪念碑，便成为第二候车场所。2006年，由于沈阳地铁1号线修建和文物保护的需要，苏联红军阵亡将士纪念碑搬迁到了沈阳城北的苏联红军烈士陵园，并特建立一座塔柱，安放坦克和浮雕。至此，苏联红军阵亡将士纪念碑在沈阳站站前广场共计矗立61年。2010年8月23日，沈阳站在坦克碑原址上新建了一块纪念碑。碑文以中间的原坦克纪念碑图案为分割，南面为外文，北面为中文。碑文记录了坦克碑的历史和迁移原因、时间、地点。

## 关于名称的歧义
日本战败后，沈阳站名称由“奉天驿”更名为“沈阳南站”，1950年以后正式的名称是“沈阳站”，但市民长期习惯称呼“沈阳站”为“沈阳南站”或简称“南站”，1998年“苏家屯火车站”曾更名为“沈阳南站”（2010年后又改回），日常使用才开始注意区分。2015年，新的沈阳南站投入使用。